# Phare du brise-lames de Port Washington

Le phare du brise-lames Port Washington (en anglais : Port Washington Breakwater Light), est un phare du lac Michigan situé à l'extrémité du brise-lames nord de Port Washington dans le Comté d'Ozaukee, Wisconsin. Il a remplacé par l'ancien phare de Port Washington qui est devenu un musée.
Ce phare est inscrit au Registre national des lieux historiques depuis le 12 mars 2018 sous le numéro 100003160.

## Historique
Avec le dragage du port dans les années 1870 et l'extension des quais, le besoin s'est fait sentir d'une lumière pour guider les navires dans l'entrée du port, car le phare existant au-dessus de l'eau ne faisait qu'indiquer l'emplacement du ville. En conséquence, une courte tour en bois a été construite en 1889 à l'extrémité de la jetée nord, équipée d'une lentille de Fresnel du quatrième ordre. Cette lumière a supplanté l'ancien phare de Port Washington en 1903, mais les gardiens de la nouvelle lumière ont continué à vivre dans ce dernier, car aucun logement n'était prévu sur la jetée. La balise elle-même a été automatisée en 1924, mais le signal de brouillard a continué en mode manuel.
En 1930, The Milwaukee Electric Railway and Light Company (en) décida de construire une centrale électrique à vapeur au sud de l'ancien canal de navigation. Cette usine avait besoin d'un plus grand port pour débarquer les navires transportant le charbon. En 1931, des fonds ont été fournis pour améliorer le port sous la Work Projects Administration. La construction a été prolongée et les nouveaux brise-lames ont pris trois ans pour être réalisés. En tant qu'additif à ce projet, un nouveau phare a été construit, identique au Phare d'Indiana Harbor (brise-lames est) et conçu sur plusieurs autres sites des Grands Lacs. Ce phare moderne de style Art déco, construit en plaques d'acier, se tient sur une plate-forme en béton au bout du brise-lames formant la limite nord du port. La lentille de Fresnel du quatrième ordre a été conservée. Comme pour son prédécesseur, aucune disposition n'a été prise pour héberger les gardiens du signal de brouillard, et ils ont continué à vivre dans la maison du vieux phare en ville. Il a été mis en service en 1935.
L'automatisation complète a été effectuée en 1975. La vieille lentille et sa lanterne ont été retirées à une date indéterminée, mais les gardiens ont continué à faire fonctionner le signal de brouillard manuellement jusqu'en 1975. La lumière continue d'être utilisée, avec une deuxième tour, mais beaucoup plus courte, se tenant sur le brise-lames sud pour marquer l'autre côté de l'entrée.

## Description
Le phare actuel est une tour quadrangulaire en acier de 18 m de haut, avec galerie et sans lanterne, montée sur une plateforme ouverte en béton. Le phare est totalement peint en blanc.
Il émet, à une hauteur focale de 24 m, un éclat rouge  par période de 6 secondes. Sa portée est de 8 milles nautiques (environ 15 km). Il est équipé d'une corne de brume émettant deux souffles consécutifs de 2 secondes toutes les 30 secondes, en cas de nécessité.
Identifiant : ARLHS : USA-653 ; USCG :  7-20770 .

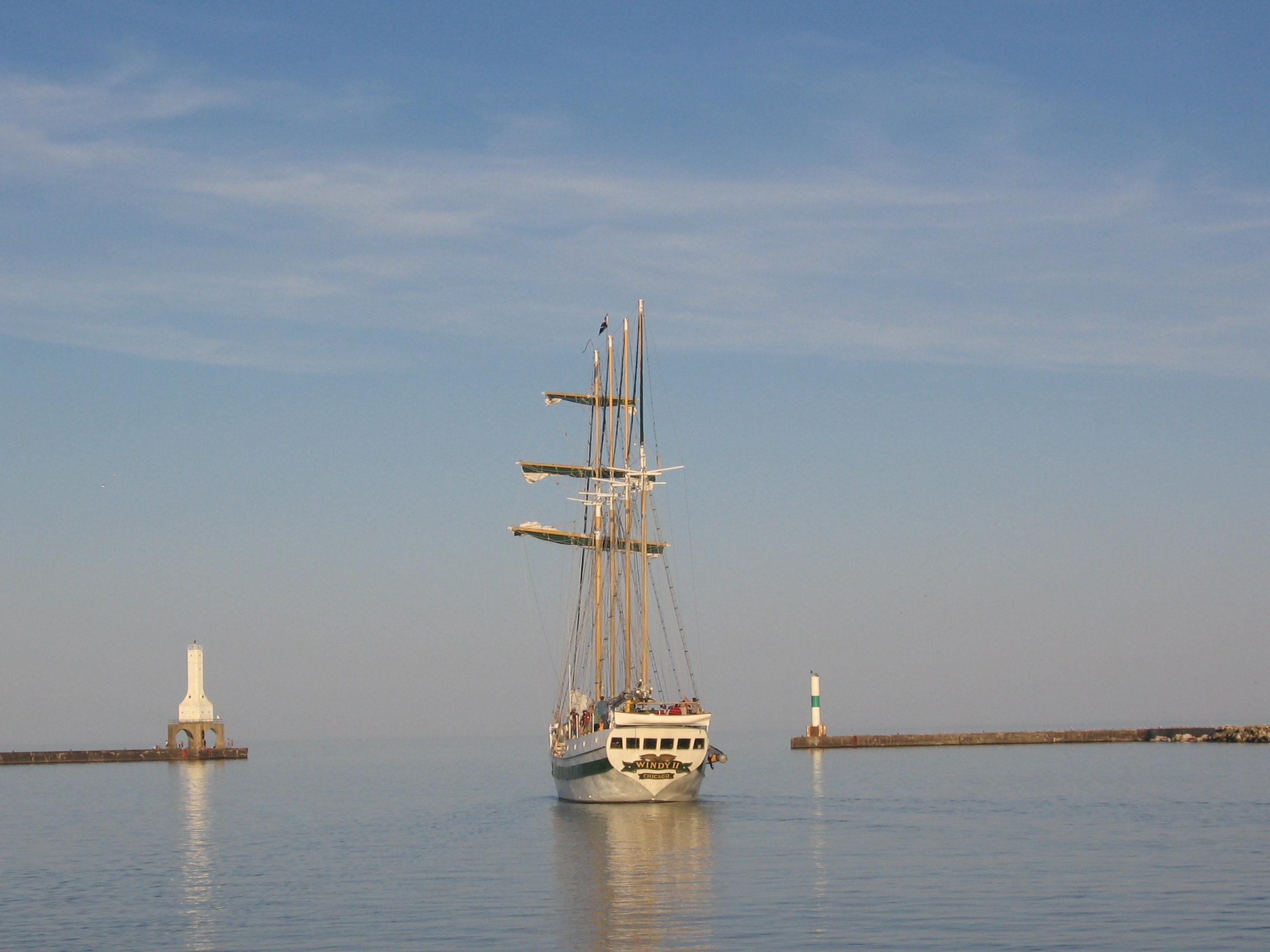
L'entrée de Port Washington
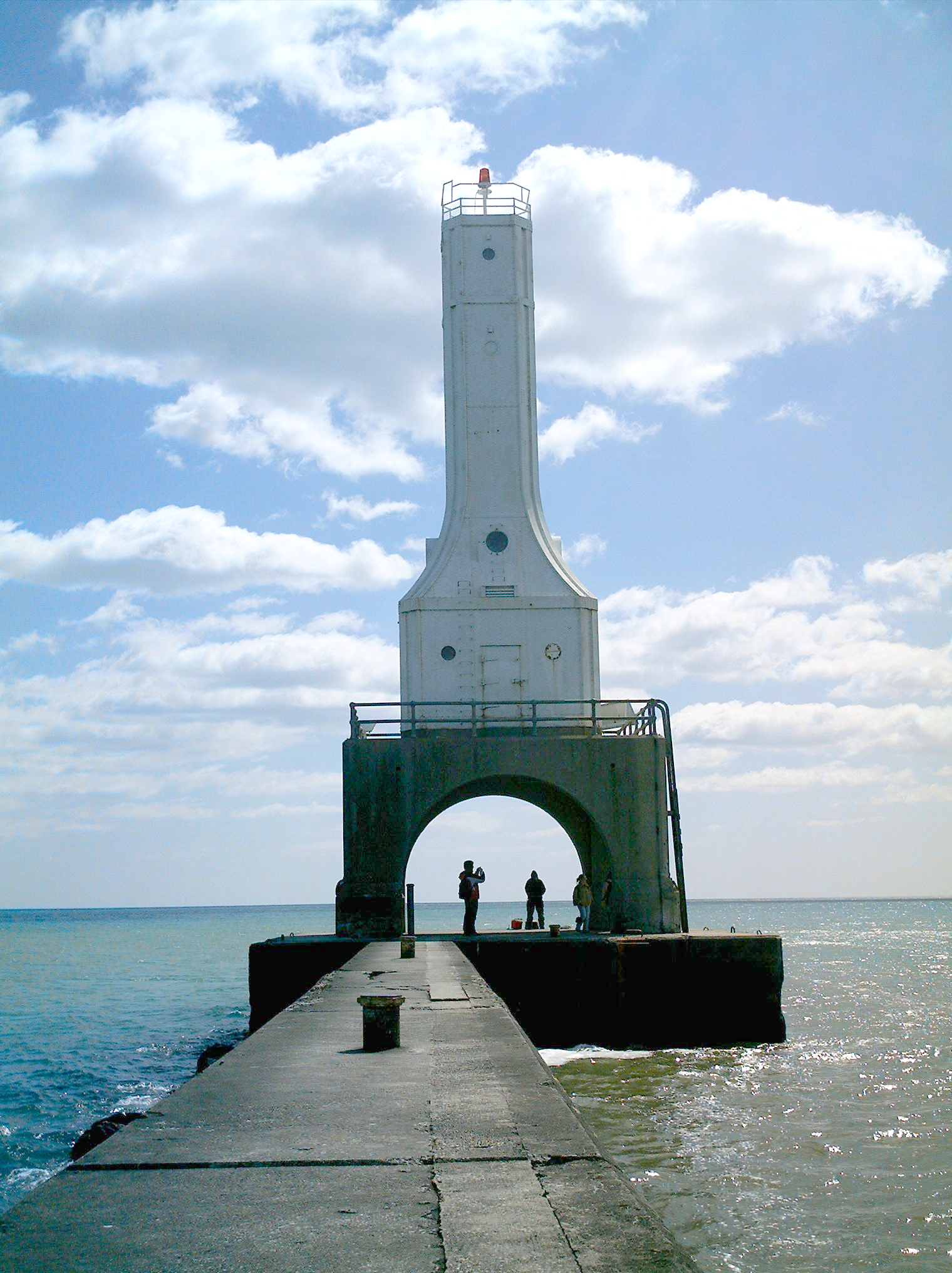
Le phare

### Lien connexe
- Liste des phares du Wisconsin